# Montée des Carmélites
La montée des Carmélites est une voie du quartier des pentes de la Croix-Rousse dans le 1er arrondissement de Lyon, en France.

## Histoire
L’histoire de cette montée est aussi ancienne que l’histoire de Lyon puisque c’était l’un des trois cheminements servant à gravir la colline de la Croix Rousse. Une plaque rappelle d’ailleurs que ce trajet s’appelait la voie du Rhin. Une partie de cette montée, à la déclivité importante, a été couverte d'escaliers, en bordure du Jardin des Plantes de Lyon.Des travaux d'assainissement en 1854 ont découvert, montée des Carmélites et place Fernand-Rey, des tronçons de voie romaine pavée de granite, qui furent identifiés comme la voie du Rhin conduisant vers la Germanie. D'autres éléments de chaussée découverts en divers endroits sont les indices d'une voirie locale assez dense. Cette voie romaine devait très certainement longer le flanc ouest de l'amphithéâtre avant de gagner le nord.
Cette voie s'appelait autrefois montée de la Déserte en référence à un couvent fondé en 1296 par Blanche de Châlon à l'emplacement de l'actuelle place Sathonay. Elle était également dénommée Côte Saint-Vincent. Au moins à partir de 1651, la rue prend le nom de montée des Carmélites. Les Carmélites furent établies dans le quartier en 1616 par Jacqueline de Harlay, épouse du gouverneur Charles de Neuville de Villeroy d'Alincourt. La famille de Louise Labé possédait une propriété là. Le Carmel de Lyon était constitué de sept carmélites arrivées le 9 octobre 1616, elles seront une trentaine qui seront dispersées en 1792.
Cet ordre suit les traces de Berthold, un ermite installé sur le mont Carmel en Palestine et qui fit aussi des émules de l’autre côté de la Saône au monastère des Carmes déchaussés. Le couvent de la congrégation des sœurs de Saint Charles fait suite au monastère de l’annonciade céleste fondé ici en 1624. Actuellement la clinique Saint-Charles se trouve à cet endroit.

## Monuments
La montée est bordée par la fontaine d'Auguste Burdeau et l'amphithéâtre des Trois Gaules.

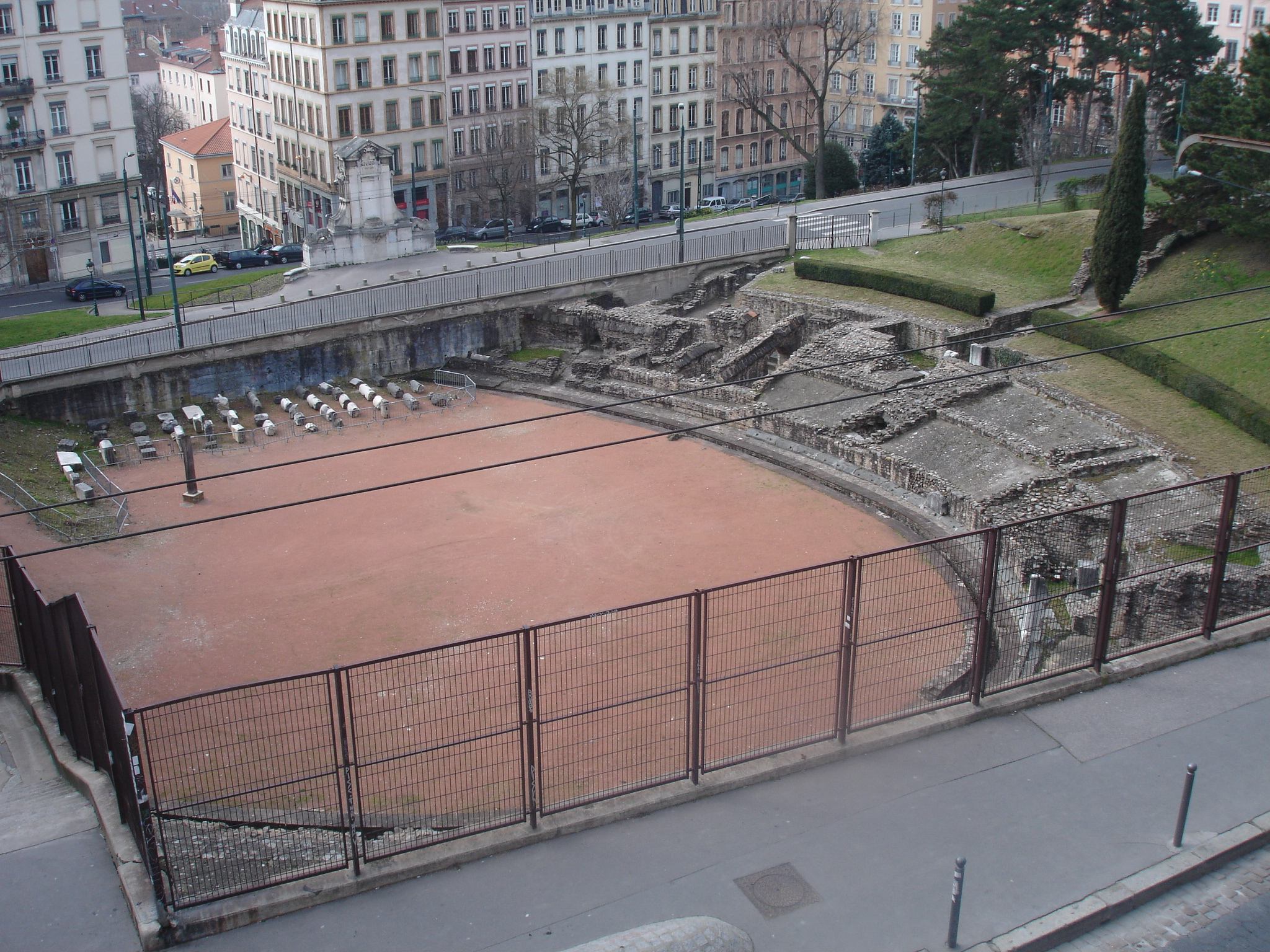
L'amphithéâtre des Trois Gaules
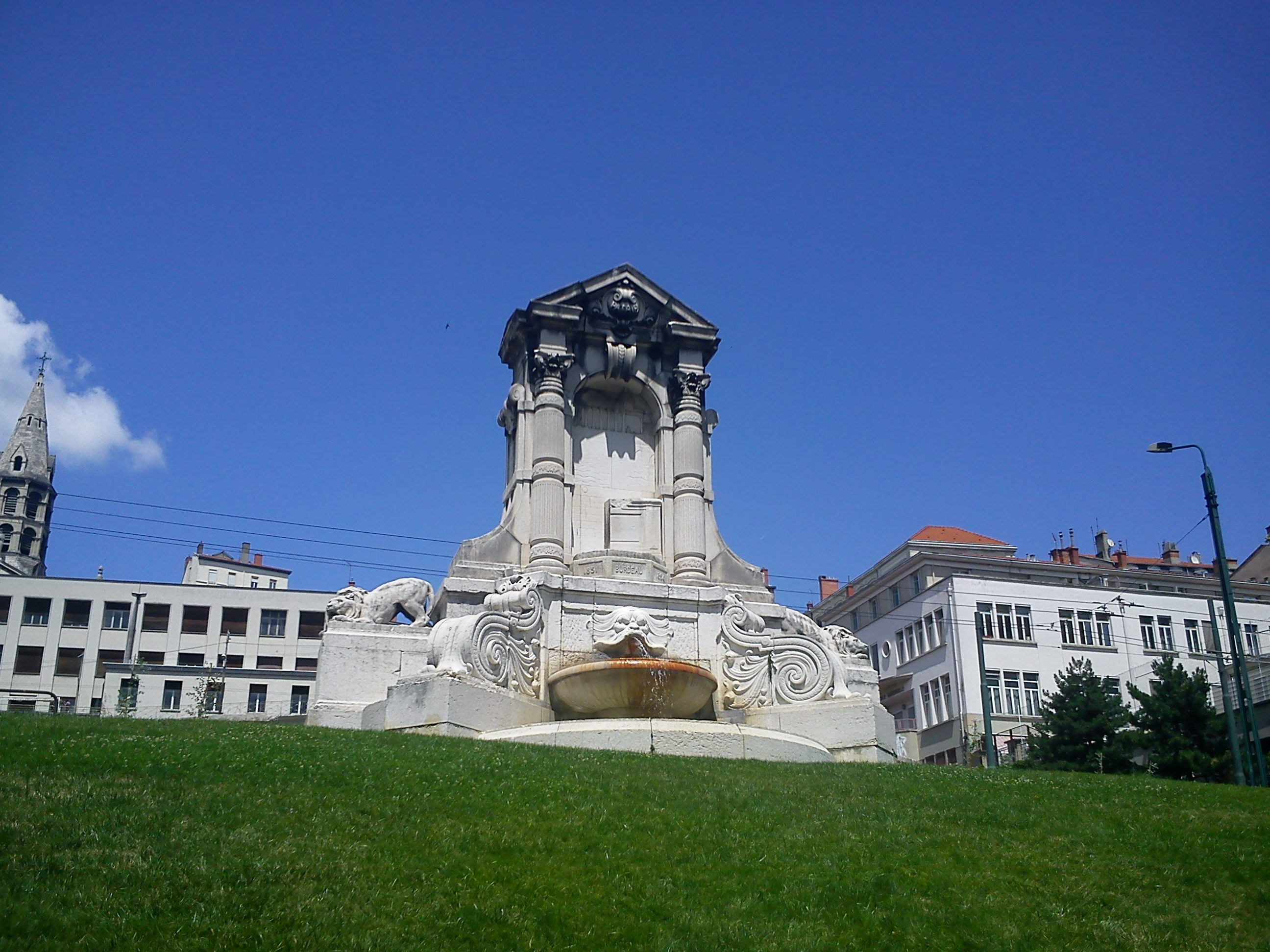
La fontaine de Burdeau